# Yellow Magic Orchestra
Yellow Magic Orchestra fou un grup japonès de música techno-pop de l'època dels 70 integrat per Ryuichi Sakamoto (teclats), Yukihiro Takahashi (percussió) i Haruomi Hosono (baix) molt influenciats per la banda alemanya Kraftwerk.
Després de la darrera unificació de la banda i fer aquest últim àlbum, els integrants del grup van fer carreres artístiques en solitari sobresortint Ryuichi Sakamoto per la seva fama.

## Generalitats
Usualment són considerats com innovadors influents dins el camp de la música electrònica popular. Han contribuït al desenvolupament del synth pop, ambient house, electrònica, electro, J-pop contemporani, house, techno, i la música hip-hop. De manera més àmplia, la seva influència és evident a través de diferents gèneres de la música popular incloent-hi: dance, ambiental, gen chiptune, música de videojocs, nov pop, i rock.
YMO va ser pionera en l'ús de sintetitzadors, sàmplers, caixes de ritme, ordinadors i l'ús de tecnologies per a l'enregistrament digital d'àudio a la música popular. La banda es considera "avançada al seu temps" per anticipar la tendència global cap a les caixes de ritme i el sampling, haver anticipat el creixement de l'electropop durant la dècada dels vuitanta, el seu enfocament pro-tecnològic, l'ús de sons de videojocs i per experimentar en gran manera amb ordinadors i instruments electrònics.

## Discografia

### Singles
- "Firecracker" (1979, USA)
- "Yellow Magic" (Tong Poo) (1979, GB)
- "Technopolis" (1979, Japó)
- "La Femme Chinoise" (1979, GB)
- "Computer Game" (1980, GB, Itàlia, Espanya)
- "Rydeen" (1980, Japó 1982, GB)
- "Behind the Mask" (1980, GB, USA, Itàlia)
- "Nice Age" (1980, GB, Països Baixos)
- "Tighten Up" (Japanese Gentlemen Stand Up Please) (versió de Archie Bell & the Drells; 1980, USA, Japó; 1981, GB)
- "Cue" (1981, Japó)
- "Mass" (1981, Japó)
- "Taiso" (1982, Austràlia, Japó)
- "Pure Jam" (1982, Espanya)
- "Kimi ni Munekyun" (1983, Japó)
- "Kageki na Shukujo" (1983, Japó)
- "Ishin Denshin (You've Got To Help Yourself)" (1983, Japó)
- "Every Time I Look Around (I Hear The Madmen Call)" (1983, Holanda)
- Reconstructions EP (1992, GB)
- "Pocketful of Rainbows" (1993, Japó)
- "Be A Superman" (1993, Japó)
- "Rescue / Rydeen 79/07" (2007, Japó)
- "The City of Light / Tokyo Town Pages" (2008, Japó)
- "good morning, good night" (2009, Japó)

### Àlbums i variacions
- 1978 Yellow Magic Orchestra
- 1979 Solid State Survivor
- 1980 ×∞ Multiplies (a.k.a Zoshoku)
- 1981 BGM
- 1981 Technodelic
- 1983 Naughty Boys
- 1983 Naughty Boys Instrumental
- 1983 Service
- 1993 Technodon

### Àlbums en viu
- 1980 Public Pressure
- 1984 After Service
- 1991 Faker Holic (Transatlantic Tour 1979)
- 1992 Complete Service (mesclat perBrian Eno)
- 1993 Technodon Live
- 1993 Live At The Budokan 1980
- 1993 Live At Kinokuniya Hall 1978
- 1995 Winter Live 1981
- 1996 World Tour 1980
- 1997 Live At The Greek Theatre 1979
- 2008 EUYMO-YELLOW MAGIC ORCHESTRA LIVE IN LONDON+GIJON 2008-
- 2008 LONDONYMO - Yellow Magic Orchestra Live in London 15/6 08
- 2008 GIJONYMO-YELLOW MAGIC ORCHESTRA LIVE IN GIJON 19/6 08-

### Recopilatoris
- 1984 Sealed
- 1992 Technobible
- 1992 Kyoretsu Na Rhythm
- 2000 YMO Go Home! : The Best of Yellow Magic Orchestra,
- 2001 One More YMO: The Best of YMO Live"
- 2003 UC YMO: Ultimate Collection of Yellow Magic Orchestra